# West Branch (Michigan)
West Branch is een plaats (city) in de Amerikaanse staat Michigan, en valt bestuurlijk gezien onder Ogemaw County.

## Demografie
Bij de volkstelling in 2000 werd het aantal inwoners vastgesteld op 1926.
In 2006 is het aantal inwoners door het United States Census Bureau geschat op 1881, een daling van 45 (-2,3%).

## Geografie
Volgens het United States Census Bureau beslaat de plaats een oppervlakte van
3,4 km², geheel bestaande uit land. West Branch ligt op ongeveer 291 m boven zeeniveau.

## Plaatsen in de nabije omgeving
De onderstaande figuur toont nabijgelegen plaatsen in een straal van 32 km rond West Branch.